# CST5
CST5 (англ. Cystatin D) — білок, який кодується однойменним геном, розташованим у людей на короткому плечі 20-ї хромосоми. Довжина поліпептидного ланцюга білка становить 142 амінокислот, а молекулярна маса — 16 080.
| 10         |  | 20         |  | 30         |  | 40         |  | 50         |
| ---------- |  | ---------- |  | ---------- |  | ---------- |  | ---------- |
| MMWPMHTPLL |  | LLTALMVAVA |  | GSASAQSRTL |  | AGGIHATDLN |  | DKSVQCALDF |
| AISEYNKVIN |  | KDEYYSRPLQ |  | VMAAYQQIVG |  | GVNYYFNVKF |  | GRTTCTKSQP |
| NLDNCPFNDQ |  | PKLKEEEFCS |  | FQINEVPWED |  | KISILNYKCR |  | KV         |

A: Аланін

C: Цистеїн

D: Аспарагінова кислота

E: Глутамінова кислота

F: Фенілаланін

G: Гліцин

H: Гістидин

I: Ізолейцин

K: Лізин

L: Лейцин

M: Метіонін

N: Аспарагін

P: Пролін

Q: Глутамін

R: Аргінін

S: Серин

T: Треонін

V: Валін

W: Триптофан

Кодований геном білок за функціями належить до інгібіторів протеаз, інгібітор тіолових протеаз.
Секретований назовні.